# Braconnier
Braconnier je priimek več oseb:
- Joseph-Eugène-Charles Braconnier, francoski general
- Pierre-Marie Braconnier, francoski general